# Артесиано
Артесиано (на гръцки: Αρτεσιανό) със старо име Бицари (на гръцки: Μπιτσαρί) е село в дем Кардица, разположено в Трикалското поле на Тесалийската равнина и на 5,4 km от града по пътя за Трикала.
В селото има издигната голяма църква посветена на Свети Тодор.
Селото фигурира още в османски архив на османска Тесалия от 1454/55 г. Селото е присъединено към Гърция през 1881 г., а през 1910 г. селяните се включват в Килелерския бунт.
Артесиано е родно място на архиепископ Серафим Атински.